# Scanfil
Scanfil Oyj est un sous-traitant et fournisseur de systèmes pour l'industrie électronique basé à Sievi en Finlande.

## Présentation
Scanfil Oy est fondée en 1976 par Jorma Takanen à Sievi.
La société actuelle a été créée le 1er janvier 2012, lorsque Scanfil Oyj, qui opèrait sous le même nom, a été divisée en Scanfil Oyj, une société de fabrication, et Sievi Capital Oyj, une société d'investissement.
Scanfil  s'est spécialisée dans la fabrication d'appareils de réseaux de communication mobiles, de modules de systèmes d'automatisation, de convertisseurs de fréquence, de systèmes de commande d'ascenseur, d'analyseurs, de distributeurs automatiques et d'appareils médicaux et météorologiques. 
Les clients de Scanfil sont des acteurs internationaux dans les domaines de l'automatisation, de l'énergie, de l'informatique et des services de santé, ainsi que dans le domaine de la ville du futur.

## Organisation
Le siège social de la société et l'unité de production finlandaise se trouvent toujours à Sievi. 
Scanfil produit dans ses usines à Suzhou et Hangzhou en Chine, Schenefeld et Wutha-Farnroda en Allemagne, Myslowice et Sieradz en Pologne, Malmö et Åtvidaberg en Suède et Atlanta aux États-Unis. 

## Actionnaires
Au 31 décembre 2019, les plus grands actionnaires de Martela sont:
| #  | Actionnaire                        | Actions    | %     |
| -- | ---------------------------------- | ---------- | ----- |
| 1  | Takanen Harri Tapio                | 9 858 146  | 15,24 |
| 2  | Takanen Jarkko Tapani              | 8 541 169  | 13,20 |
| 3  | Varikot Oy                         | 7 606 442  | 11,76 |
| 4  | Jorma Takanen                      | 6 129 305  | 9,47  |
| 5  | Jonna Maria Tolonen                | 3 351 950  | 5,18  |
| 6  | Reijo Pöllä                        | 3 328 745  | 5,15  |
| 7  | Mikko Kalervo Laakkonen            | 2 531 187  | 3,91  |
| 8  | Martti Tapio Takanen               | 1 947 018  | 3,01  |
| 9  | Fond de Riitta et Jorma J. Takanen | 1 900 000  | 2,94  |
| 10 | Aktia Capital                      | 1 528 000  | 2,36  |
| 11 | Ilmarinen                          | 1 080 000  | 1,67  |
| 12 | Riitta Orvokki Takanen             | 1 053 341  | 1,63  |
| 13 | Varma                              | 580 000    | 0,90  |
| 14 | Taaleritehdas Mikro Markka         | 500 000    | 0,77  |
|    | total [1-10]                       | 46 721 962 | 72,21 |